# Akcjusz
Lucjusz Akcjusz (łac. Lucius Accius ur. w 170 p.n.e. w Pisaurum, zmarł około 85 p.n.e.) – rzymski poeta i dramatopisarz, uważany za najwybitniejszego dramaturga okresu republikańskiego. 
Pisał przeważnie tragedie, wzorując się głównie na Eurypidesie i Sofoklesie. Do naszych czasów zachowało się 45 tytułów i około 700 wierszy we fragmentach. Tematykę swoich utworów czerpał z mitologii greckiej (Bachantki, Antygona, Prometeusz), jedynie dwie tragedie poświęcając tematyce rzymskiej (Brutus i Decjusz). Poza dramatopisarstwem zajmował się także historią literatury, gramatyką i krytyką literacką. Jego sztuki cieszyły się powodzeniem jeszcze po śmierci autora, a niektóre sentencje z jego utworów (jak oderint dum metuant – „Niech nienawidzą, byleby się bali”) weszły do języka potocznego.